# Calliandra leptopoda
Calliandra leptopoda är en ärtväxtart som beskrevs av George Bentham. Calliandra leptopoda ingår i släktet Calliandra och familjen ärtväxter. Inga underarter finns listade i Catalogue of Life.